# 親華派
親華派（英語：Sinophile）是指對中華文化或中國人表現出強烈的興趣或愛的人，在某些語境中稱為中國通。該詞亦廣泛用於對中國歷史及文化具有淵博知識的人（如學者或學生等）、非母語漢語使用者、親華的政治家及對上述任一領域抱有極大興趣的人。其反義詞為反華。
因為中華民國與中華人民共和國皆自認為是中國合法代表，親近中國文化與親近中華人民共和國，有時會產生混淆。在日本，常常將翻譯成以與「親中派」進行區別；後者特指對中華人民共和國友好的人物，而前者強調文化方面的友好，如渡部昇一與岡崎久彦均有很深的漢學素養，同時也認為學習中國史的重要性，但是他們對中國共產黨均持批判態度。

## 知名人物

### 法国
- 伏尔泰
- 弗朗索瓦·魁奈

### 德国
- 莱布尼茨

### 日本
在日本政府1972年與中華人民共和國政府建立外交關係後，雙方在經濟上有是重要貿易伙伴，但是又存在战争伤害，領土上等爭議，日本政壇長期以來，持續爭議日本與中國之間的關係發展。長期執政的自民黨雖然長期主導中日關係的政策，但黨內的親中派及反中派一直存在不同意見。反中派仍然支持和台灣維持經貿交流，建立更加密切的關係。
2014年，日本內閣總理大臣安倍晉三改組了內閣，重用多位親中派人士，希望與中共中央總書記習近平領導下的中華人民共和國政府改善關係。
日本會有親中家或中国愛好家的説法。日本人説的親中派特指認同中國的政治立場的政治派系；而親中家或中国愛好家則是指對中國文化表現出愛好的人物。
- 岡崎久彦
- 香川照之
- 矢野浩二
- 手冢治虫
- 本宫宏志
- 谷村新司
- 竹内亮

### 韓國
1992年8月23日，大韓民國政府宣布與中華民國政府斷交，正式承認中華人民共和國政府為代表中國的政府，與中華人民共和國建交。因為當時韓國政府處理斷交過程不當，加上韓國國內對於中華人民共和國的態度不同，在其政壇上也出現親中派與反中派的聲音。兩派均在兩個主流政黨，包括新世界黨和新政治民主聯合。反中派仍然支持和台灣維持經貿交流。
- 文在寅
- 朴槿惠
- 盧武鉉
- 金大中

### 阿尔巴尼亚
- 恩維爾·霍查，阿爾巴尼亞勞動黨第一書記，他將中華人民共和國看做是首要盟友，從1950年代晚期至1970年代晚期，兩國均保持著良好的關係。

### 越南
- 胡志明，越南民主共和國主要締造者、首任越南勞動黨主席。他將中華人民共和國看做是首要盟友，從1950年代至1970年代晚期，兩國均保持著良好的關係。
- 黄文欢，前越南国家副主席
- 武元甲，首任越南国防部长，越南人民军大将军衔。
- 黄文太，首任越南人民军总参谋长，越南人民军大将军衔。
- 朱文晋，华裔越南军人，前越南人民军第四军区司令，越南人民军上将军衔。
- 洪水，中越双重国籍军人，前越南人民军第四军区司令、中国人民解放军训练总监部副部长，中国人民解放军及越南人民军少将军衔。
- 阮文灵，前越共中央总书记，其任内曾为修复黎笋时期遭到破坏的两国传统友好关系奔走
- 杜梅，前越共中央总书记，其任内正式修复了黎笋时期遭到破坏的两国传统友好关系
- 阮富仲，前越共中央总书记。他将对华关系视为越南外交方向的唯一头等优先，将中华人民共和国看做重要的战略和意识形态盟友及最大的贸易伙伴，积极发展和巩固两国传统友好关系，并打击越南国内继黎笋之后出现的以阮晋勇为首的新反中共势力
- 苏林，现任越共中央总书记
- 冯光清，前越南国防部长，越南人民军大将军衔
- 阮志咏，前越南国防部副部长，越南人民军上将军衔
- 吴春历，前越南国防部长，越南人民军大将军衔
- 潘文江，现任越南国防部长，越南人民军上将军衔

### 古巴
- 切·格瓦拉，古巴共产党領導者、首任古巴总检察长、工业部长及国家银行行长，为当时仅次于菲德尔·卡斯特罗的国家二号人物。他在中苏交恶之初即偏向于中華人民共和國一边，直至其出走的1966年，古巴基本维持夹在中苏两国之间的平衡政策。
- 劳尔·卡斯特罗，前古巴共產黨第一書記、前古巴國務委員會主席和部長會議主席。不同于其兄菲德尔·卡斯特罗的反中共立场，他将中华人民共和国看做重要的战略和意识形态盟友及军事合作伙伴，积极发展和巩固两国传统友好关系
- 莫伊塞斯·邵黄，华裔古巴军人，曾任劳尔·卡斯特罗的秘书、古巴国家储备局局长和古中友好协会古方会长，古巴革命军上将军衔
- 古斯塔沃·崔·贝尔特兰，华裔古巴军人，曾任切·格瓦拉的军械秘书、驻安哥拉古巴军队副司令、古巴中华会馆会长，古巴革命军准将军衔
- 阿曼多·蔡·罗德里格斯，华裔古巴军人，曾任古巴中华会馆副会长，古巴革命军少将军衔

### 英国
- 罗思义：英國學者、記者、博客作者、跨國公司顧問及經濟評論家、人道主义者、社會主義政治活動家。以其強烈的親中、反西方的政治立場著名。

### 美国
- 亨利·基辛格
- 吉米·卡特
- 龙安志：美国政治观察家，《中国的世纪》《朱镕基传》《中国第一》等一系列著作的作者，为对外介绍中国对世界起到的积极作用。中国式共产主义的支持者。
- 比爾·蓋茲

### 新加坡
- 尚达曼

## 通常被认为亲中华人民共和国的国家和地区
与中国（中华人民共和国）交好的国家和地区主要为前苏联各国和其余前、现社会主义国家，以及少数国家中前共产党的执政区域，剩余为一些第三世界国家。

### 欧洲
- 前 苏联国家和地区
  -  俄羅斯
  -  白俄羅斯
- 塞爾維亞
- [來源請求]
- 匈牙利
- 保加利亚[來源請求]

### 亚洲
- 越南
- 緬甸部分地区
  -  佤邦
  -  掸邦东部第四特区
- 前 苏联国家和地区
  -  亞美尼亞[來源請求]
  -  部分俄佔地区
    -  阿布哈茲[來源請求]
    -  南奥塞梯[來源請求]
- 蒙古国

### 美洲
- 古巴
- 委內瑞拉